# 馮沉
馮沉（1442年—？），字榮端，浙江台州府臨海縣人，民籍。明朝政治人物。同進士出身。

## 生平
成化元年（1465年）舉乙酉科浙江鄉試第八十名。成化八年（1472年）壬辰科會試第三十八名，殿試登進士第三甲第一百二十四名。

## 家族
曾祖父馮子曉。祖父馮原詢。父亲馮尚碩，贈刑部主事。